# Linhares (Carrazeda de Ansiães)
Linhares é uma povoação portuguesa sede da Freguesia de Linhares do Município de Carrazeda de Ansiães, freguesia com 28,64 km² de área e 348 habitantes (censo de 2021), tendo, por isso, uma densidade populacional de 12,2 hab./km².

## Demografia
A população registada nos censos foi:
| Distribuição da População por Grupos Etários | Distribuição da População por Grupos Etários | Distribuição da População por Grupos Etários | Distribuição da População por Grupos Etários | Distribuição da População por Grupos Etários |
| -------------------------------------------- | -------------------------------------------- | -------------------------------------------- | -------------------------------------------- | -------------------------------------------- |
| Ano                                          | 0-14 Anos                                    | 15-24 Anos                                   | 25-64 Anos                                   | > 65 Anos                                    |
| 2001                                         | 59                                           | 67                                           | 247                                          | 201                                          |
| 2011                                         | 25                                           | 33                                           | 177                                          | 186                                          |
| 2021                                         | 27                                           | 11                                           | 138                                          | 172                                          |

## Património
- Solar de Sampaio
- Igreja de Linhares ou Igreja de São Miguel ou Igreja Matriz de Linhares
- Pelourinho de Linhares

## Gastronomia
Devido à sua vasta gastronomia, é um forte ponto turístico que leva os visitantes a visitar e a provar as iguarias que a terra oferece. Os principais pratos e iguarias são os enchidos e a posta à mirandesa com grelos e batatas da região com azeite.